# Christian Christensen (kompositör)
Christian Christensen, född 26 september 1968 i Ytterlännäs socken, är en svensk ljudläggare, mixare, ljudtekniker och kompositör.
Christensen har även gjort en dokumentärfilm om en kvinna som har multipel/alternerande personlighet, Marlenes sex ansikten (2002).

## Filmmusik
- 1995 – De professionella
- 1998 – Nightwalk
- 1999 – Min gud varför har du övergivit mig!!??
- 2004 – Compadre